# 宮宰
宮宰（きゅうさい、ラテン語: Major Domus マーヨル・ドムス：大いなる家人）は、ヨーロッパ初期中世の職名ないし官職名。 ローマ帝国末期から民族大移動に至る時期のゲルマン諸国家および諸侯の宮廷職の首位を占める職で、もともとは、王家や諸侯の家政機関の管理者であった。この官職の性格としては、宮中伯に比せられることもある。
特に著名なのは、フランク王国メロヴィング朝の宮宰（maires du palais）で、王家の家政上の私事と公務の区別があいまいのまま、王領地の管理や王の側近の従士団の長を兼ねるようになり、メロヴィング朝後期の内乱時代において、王家の権限が弱まるとともに、王国の北東部を占めるアウストラシア、北西部を占めるネウストリア（ノイストリア）、南西部を占めるブルグント三分国の宮宰が国政面で王の代理として行政、裁判、戦争に参加する権能を持つようになった。
アウストラシアの宮宰カロリング家のピピン2世（中ピピン）が、ネウストリアの宮宰エブロインを687年のテリトリーの戦いで破るとカロリング家がフランク王国全体の宮宰となり、「フランク族の総帥にして首長」(Dux et Princeps Francorum) と称するまでに至った。
中ピピンの子がカール・マルテルで、732年にトゥール・ポワティエ間の戦いでイスラム軍を破るとその名声は確固たるものとなり、751年にピピン3世が貴族たちに推挙されて王位につきカロリング朝を開いて、宮宰の職はいったん消滅した。
宮宰の職が復活するのは、ルートヴィヒ（ルイ）1世（敬虔王）のときで、帝室の財務長官職として置かれた。カロリング朝が断絶するに及んでドイツではPraeses palatiniという幼年の君主を単に後見する職になり、フランスでは、Sénéchal（家令）という類似する職となったが、かつてのメロヴィング朝後期のような力をもつことはなかった。